# Fridrich Falcký
Fridrich Falcký, též Bedřich Falcký (26. srpna 1596, lovecký zámeček Deinschwang u Ambergu – 29. listopadu 1632, Mohuč), byl vévoda a kurfiřt falcký (jako Fridrich V.), vůdce Protestantské unie a na přelomu let 1619–1620 král český. Pocházel z rodu falckých Wittelsbachů. Kvůli své pouze roční vládě je známý jako „zimní král“.
Fridrich byl synem Fridricha IV. Falckého a jeho manželky Luisy Juliany Oranžské, nejstarší dcery z třetího manželství nizozemského místodržícího Viléma I. Oranžského. Jeho otec zemřel v roce 1610, když bylo jeho synovi čtrnáct let. Fridrich se tedy formálně stal falckým kurfiřtem, samostatné vlády se ale ujal až po dosažení plnoletosti, do té doby ve jménu svého syna vládla jeho matka Luisa Juliana. Od roku 1613 byl ženatý s Alžbětou, dcerou anglického a skotského krále Jakuba I. (VI.).

## Volba českého krále
Čeští stavové si vybrali svého kandidáta na českého krále již za vlády bezdětného panovníka Rudolfa II. a snažili se prosadit na trůn Albrechta Jana Smiřického, který však záhy zemřel. Jeho bratr Jindřich Jiří nepřipadal v úvahu, protože byl slabomyslný.
Matyáš Habsburský, nástupce Rudolfa II., rovněž neměl žádné potomky. Ještě za jeho života byl zvolen českými stavy za krále Ferdinand II. Štýrský (5. června 1617) a korunován v pražské katedrále sv. Víta 29. června téhož roku. Čeští stavové, kteří věděli o jeho protireformačním tažení v Korutanech a Štýrsku, Ferdinanda zvolili za příslib respektování Rudolfova majestátu, který zaručoval náboženské svobody šlechty a měšťanů. Jak se však brzy ukázalo, svůj slib Ferdinand nehodlal dodržet.[zdroj?]
Ferdinand II. byl absolutistický vládce a popíral světská práva šlechty. Vzhledem k vysokému počtu protestantů (a to i mezi šlechtou) se nový král stal brzy nepopulárním. Někteří jeho odpůrci zahájili dne 23. května 1618 pražskou defenestrací české stavovské povstání. Dne 19. srpna 1619 byl Ferdinand generálním sněmem zemí Koruny české prohlášen za sesazeného.

## Český král
|  |  |

Objevili se tři kandidáti na český trůn: Karel Emanuel Savojský, luterán Jan Jiří Saský a kalvinista Fridrich Falcký. Karel Emanuel v čele Savojska a s Benátskou republikou podporoval české povstání, nicméně jeho šance na zvolení byly mizivé, především kvůli jeho velkým dluhům. Jan Jiří měl velkou podporu vzhledem k tomu, že byl luterán. Poslední kandidát byl kalvinista, což bylo vyznání poněkud odlišné od českého kališnictví.
Pro Fridricha mluvilo to, že byl člen jednoho z nejvýznamnějších rodů a vládce historicky velmi významného území v říši, po svém otci navíc převzal vůdcovství v Protestantské unii. Další výhodou pro něho byla blízká vazba na anglického krále Jakuba I., s jehož dcerou Alžbětou byl sezdán (24. února 1613). Představitelům stavovského povstání předtím totiž Fridrich projevoval otevřené sympatie a snažil se jim zprostředkovat finanční a vojenskou pomoc.
Fridrich po zjevném váhání nabídku české koruny přijal a 4. listopadu 1619 byl korunován českým králem, tři dny po něm pak byla korunována Alžběta českou královnou. Jak se ovšem brzy ukázalo, Fridrich většinu z výše popsaných výhod nedokázal využít a potvrdila se slova skeptiků, kteří ho již v roce 1619 označovali za „zimního krále“.
Reformovaný teolog a Fridrichův dvorní kazatel Abraham Scultetus brzy po jeho nástupu na český trůn byl zodpovědný za obrazoborectví v pražské svatovítské katedrále, které velmi pobouřilo lid. Pro kalvínského kazatele byly obzvláště nepříjemné relikvie a obrazy v českých kostelích, které sice byly pod kontrolou protestantů, ale od katolických dob zde zůstaly zachovány. Podle svého svědomí a s královým vědomím Scultetus nechal 21. prosince 1619 z katedrály sv. Víta v Praze odvézt nebo krátce po Vánocích zničit vzácná díla náboženského umění. Ve dnech 27. a 28. prosince 1619 byl tak zničen i slavný katedrální mariánský oltář s malbami Lucase Cranacha mladšího.

## Bílá hora

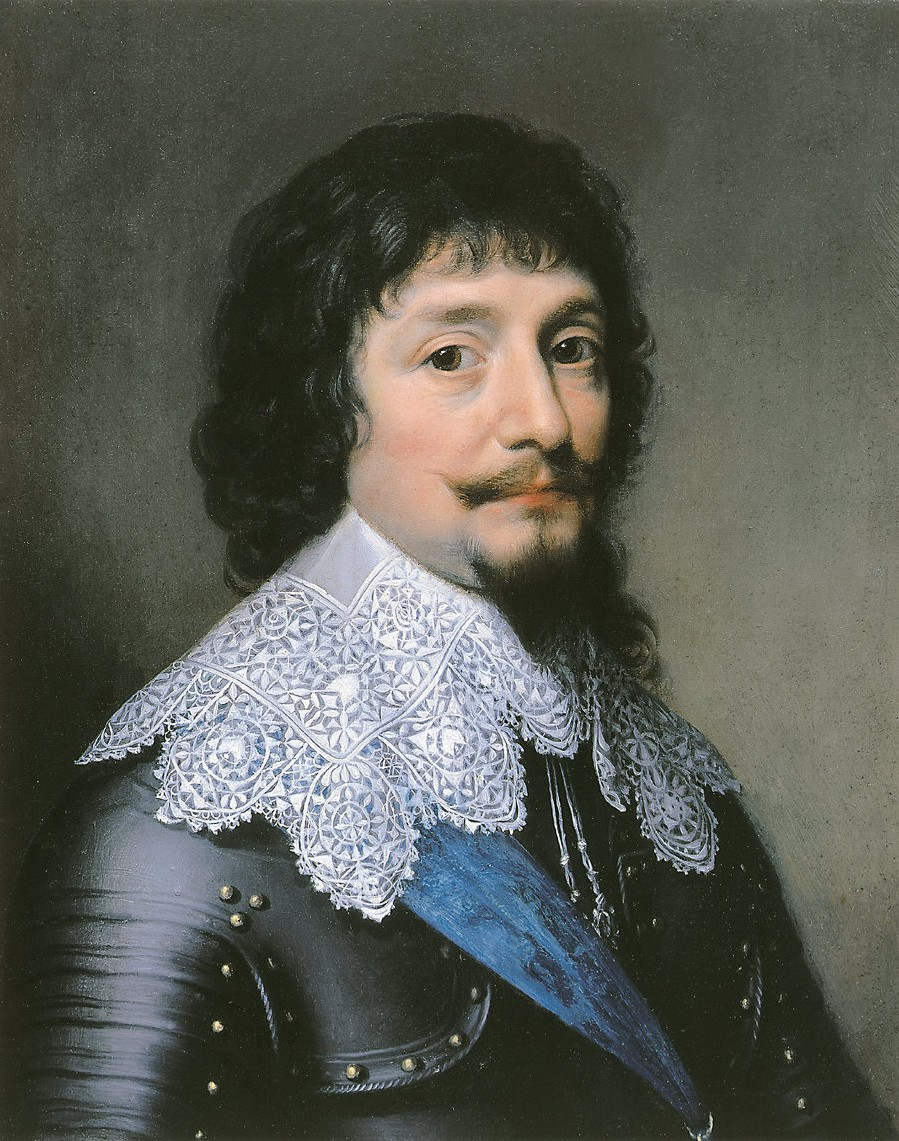
Fridrich Falcký, autor Michiel van Mierevelt, okolo 1628/32.

Stavovští předáci spoléhali na Fridrichovy vazby na panovníky významných nekatolických zemí, tedy především na pomoc Anglie a severního Nizozemí. Tato myšlenka ale dostala povážlivé trhliny, protože především anglický král Jakub I. svého zetě Fridricha a české vzbouřence proti katolickým Habsburkům nepodpořil. Fridrichovi protestantští spojenci selhali v příslibu vojenské pomoci a podepsali Ulmskou smlouvu. V Čechách naopak Fridrich ztrácel sympatie kvůli germanizačním tendencím svého dvora.
Fridrich se ovšem stal králem až v době, kdy se stavovské povstání dostalo do defenzívy. Navíc katolickou ligu podporovalo španělské zlato, zatímco finance českých zemí nebyly v nejlepším stavu. Po bitvě na Bílé hoře (8. listopadu 1620) opustil Fridrich Pražský hrad a odjel do Vratislavi. Stalo se tak jeden rok a čtyři dny po jeho korunovaci.
Ztratil české království a postupně i veškerý zbytek svých lén (Slezsko, Moravu i obě Falce) a byl uvržen do říšské klatby. V roce 1623 udělil císař Falc i s kurfiřtskou hodností svému spojenci, vévodovi Maxmiliánu Bavorskému. Fridrich si díky příbuzným vybudoval dvůr v Haagu. Zemřel jako štvanec v Mohuči. Příčiny jeho smrti nejsou úplně jasné vzhledem k tomu, že není známo, kde leží jeho tělo, někteří historikové tvrdí, že zemřel na tyfus. Jiné teorie tvrdí, že zemřel na mor s odvoláním na přivolaného specialistu Petruse De Spinu, který tuto diagnózu potvrdil.
Fridrichův nejstarší syn Karel Ludvík získal zpět politickou moc na konci třicetileté války, v roce 1647.
V roce 2010 byl odhalen v Pyšelích bronzový pomník Fridricha Falckého, který připomíná jeho návštěvu krátce před bitvou na Bílé Hoře na panství Karla Mračského z Dubé. Je jediným pomníkem zimního krále v Čechách. Autorem pomníku je akademický sochař Michal Vitanovský.

## Potomci
Dne 13. února roku 1613 se Fridrich Falcký oženil s Alžbětou, dcerou anglického a skotského krále Jakuba. Z jejich manželství vzešlo třináct potomků, z nichž se celkem čtyři nedožili dospělosti. Mezi přeživšími byli mj. Ruprecht Falcký, vojevůdce královské strany za anglické občanské války, či Žofie Hannoverská, která se později stala matkou prvního anglického krále z hannoverského rodu – Jiřího I., od něhož se dodnes odvozuje následnictví britského trůnu (viz Act of Settlement 1701).
1. Jindřich Fridrich (1. ledna 1614 – 7. ledna 1629)
2. Karel Ludvík (22. prosince 1617 – 28. srpna 1680), od roku 1648 falcký kurfiřt
⚭ 1650 Šarlota Hesensko-Kasselská (20. listopadu 1627 – 16. března 1686), rozvod 1657
⚭ 1658 Marie Luisa von Degenfeld (28. listopadu 1634 – 18. března 1677), morganatické manželství
⚭ 1679 Alžběta Hollander von Bernau (1659–1702)
3. Alžběta (26. prosince 1618 – 8. února 1680), přítelkyně a korespondentka René Descartesa, abatyše kláštera v Herfordu
4. Ruprecht (27. prosince 1619 – 29. listopadu 1682), falckrabě rýnský, vévoda bavorský, vévoda z Cumberlandu a hrabě z Holderness
5. Mořic (6. ledna 1621 – září 1652), účastník anglické občanské války, zahynul na moři
6. Luisa Hollandina (18. dubna 1622 – 11. února 1709), abatyše kláštera Maubuisson
7. Ludvík (31. srpna 1623 – 24. prosince 1624)
8. Eduard (5. října 1625 – 13. března 1663), rytíř Podvazkového řádu, ⚭ 1645 Anna Gonzagová (1616–1684), falcko-simmernská hraběnka
9. Henrietta Marie (17. července 1626 – 18. září 1651) ⚭ 1651 Zikmund Rákóczi (14. července 1622 – 11. února 1652), hrabě z Mukačeva
10. Jan Filip Frederik (16. září 1627 – 16. prosince 1650)
11. Šarlota (19. prosince 1628 – 14. ledna 1631)
12. Žofie (14. října 1630 – 8. června 1714), ⚭ 1658 vévoda Arnošt August Brunšvicko-Lüneburský (20. listopadu 1629 – 23. ledna 1698), kníže z Calenbergu, hannoverský kurfiřt
13. Gustav Adolf (14. ledna 1632 – 9. ledna 1641)

## Vývod z předků
|                 |                                |  |                              |                                |  |  |  |  |  |  |  | Jan II. Falcko-Simmernský |
|                 |                                |  |                              |                                |  |  |  |  |  |  |  |                           |
|                 | Fridrich III. Falcký           |  |                              |                                |  |  |  |  |  |  |  |                           |
|                 |                                |  |                              |                                |  |  |  |  |  |  |  |                           |
|                 |                                |  |                              | Beatrix Bádenská               |  |  |  |  |  |  |  |                           |
|                 |                                |  |                              |                                |  |  |  |  |  |  |  |                           |
|                 | Ludvík VI. Falcký              |  |                              |                                |  |  |  |  |  |  |  |                           |
|                 |                                |  |                              |                                |  |  |  |  |  |  |  |                           |
|                 |                                |  |                              | Kazimír Braniborsko-Kulmbašský |  |  |  |  |  |  |  |                           |
|                 |                                |  |                              |                                |  |  |  |  |  |  |  |                           |
|                 | Marie Braniborsko-Kulmbašská   |  |                              |                                |  |  |  |  |  |  |  |                           |
|                 |                                |  |                              |                                |  |  |  |  |  |  |  |                           |
|                 |                                |  |                              | Zuzana Bavorská                |  |  |  |  |  |  |  |                           |
|                 |                                |  |                              |                                |  |  |  |  |  |  |  |                           |
|                 | Fridrich IV. Falcký            |  |                              |                                |  |  |  |  |  |  |  |                           |
|                 |                                |  |                              |                                |  |  |  |  |  |  |  |                           |
|                 |                                |  |                              | Vilém II. Hesenský             |  |  |  |  |  |  |  |                           |
|                 |                                |  |                              |                                |  |  |  |  |  |  |  |                           |
|                 | Filip I. Hesenský              |  |                              |                                |  |  |  |  |  |  |  |                           |
|                 |                                |  |                              |                                |  |  |  |  |  |  |  |                           |
|                 |                                |  |                              | Anna Meklenbursko-Zvěřínská    |  |  |  |  |  |  |  |                           |
|                 |                                |  |                              |                                |  |  |  |  |  |  |  |                           |
|                 | Alžběta Hesenská               |  |                              |                                |  |  |  |  |  |  |  |                           |
|                 |                                |  |                              |                                |  |  |  |  |  |  |  |                           |
|                 |                                |  |                              | Jiří Saský                     |  |  |  |  |  |  |  |                           |
|                 |                                |  |                              |                                |  |  |  |  |  |  |  |                           |
|                 | Kristýna Saská                 |  |                              |                                |  |  |  |  |  |  |  |                           |
|                 |                                |  |                              |                                |  |  |  |  |  |  |  |                           |
|                 |                                |  |                              | Barbora Jagellonská            |  |  |  |  |  |  |  |                           |
|                 |                                |  |                              |                                |  |  |  |  |  |  |  |                           |
| Fridrich Falcký |                                |  |                              |                                |  |  |  |  |  |  |  |                           |
|                 |                                |  |                              |                                |  |  |  |  |  |  |  |                           |
|                 |                                |  | Jan V. Nasavsko-Dillenburský |                                |  |  |  |  |  |  |  |                           |
|                 |                                |  |                              |                                |  |  |  |  |  |  |  |                           |
|                 | Vilém I. Nasavsko-Dillenburský |  |                              |                                |  |  |  |  |  |  |  |                           |
|                 |                                |  |                              |                                |  |  |  |  |  |  |  |                           |
|                 |                                |  |                              | Alžběta Hesensko-Marburská     |  |  |  |  |  |  |  |                           |
|                 |                                |  |                              |                                |  |  |  |  |  |  |  |                           |
|                 | Vilém I. Oranžský              |  |                              |                                |  |  |  |  |  |  |  |                           |
|                 |                                |  |                              |                                |  |  |  |  |  |  |  |                           |
|                 |                                |  |                              | Bodo VIII. ze Stolbergu        |  |  |  |  |  |  |  |                           |
|                 |                                |  |                              |                                |  |  |  |  |  |  |  |                           |
|                 | Juliana ze Stolbergu           |  |                              |                                |  |  |  |  |  |  |  |                           |
|                 |                                |  |                              |                                |  |  |  |  |  |  |  |                           |
|                 |                                |  |                              | Anna Eppsteinsko-Königsteinská |  |  |  |  |  |  |  |                           |
|                 |                                |  |                              |                                |  |  |  |  |  |  |  |                           |
|                 | Luisa Juliana Oranžská         |  |                              |                                |  |  |  |  |  |  |  |                           |
|                 |                                |  |                              |                                |  |  |  |  |  |  |  |                           |
|                 |                                |  |                              | Louis de La Roche-sur-Yon      |  |  |  |  |  |  |  |                           |
|                 |                                |  |                              |                                |  |  |  |  |  |  |  |                           |
|                 | Ludvík z Montpensier           |  |                              |                                |  |  |  |  |  |  |  |                           |
|                 |                                |  |                              |                                |  |  |  |  |  |  |  |                           |
|                 |                                |  |                              | Lujza Bourbonská               |  |  |  |  |  |  |  |                           |
|                 |                                |  |                              |                                |  |  |  |  |  |  |  |                           |
|                 | Šarlota Bourbonská             |  |                              |                                |  |  |  |  |  |  |  |                           |
|                 |                                |  |                              |                                |  |  |  |  |  |  |  |                           |
|                 |                                |  |                              | Jan IV. z Longwy               |  |  |  |  |  |  |  |                           |
|                 |                                |  |                              |                                |  |  |  |  |  |  |  |                           |
|                 | Jacqueline de Longwy           |  |                              |                                |  |  |  |  |  |  |  |                           |
|                 |                                |  |                              |                                |  |  |  |  |  |  |  |                           |
|                 |                                |  |                              | Jana z Angoulême               |  |  |  |  |  |  |  |                           |
|                 |                                |  |                              |                                |  |  |  |  |  |  |  |                           |